# Toscano Soldati
Il Toscano Soldati è un tipo di sigaro Toscano, realizzato a macchina presso la manifattura di Lucca (Toscana). A differenza della maggior parte degli altri Toscano, è realizzato con tabacco Kentucky italiano utilizzato, oltre che per il ripieno, anche per la fascia. È in vendita dal 2006, in occasione delle celebrazioni per il centenario della nascita di Mario Soldati. È stato preceduto da una versione ammezzata nel 2002, presentata al premio Strega dello stesso anno e ritirata poi dal mercato, sembra per un contenzioso legale tra l'Ente Tabacchi Italiani e gli eredi dello scrittore. È disponibile in una confezione da 5 sigari di tipo "lungo".

## Caratteristiche
Caratteristiche distintive del Toscano Soldati:
- Manifattura di produzione: Lucca
- Tempo di maturazione e stagionatura: 6 mesi
- Fascia: tabacco nazionale
- Ripieno: tabacco nazionale
- Aspetto: nocciola
- Fabbricazione: a macchina
- Lunghezza: 155 mm
- Diametro pancia: 13,5[4] mm circa
- Diametro punte: 8,5[4] mm circa
- Anno di uscita: 2006 (2002 nell'edizione ammezzata non più in produzione)
- Disponibilità: in produzione
- Fascetta: fascetta color bordeaux con al centro la firma di Soldati.